# Montserrat González
Montserrat González (* 1. Juli 1994 in Asunción) ist eine paraguayische Tennisspielerin.

## Karriere
González war bereits in ihrer Jugend eine erfolgreiche Spielerin, sie kletterte in der Weltrangliste der Juniorinnen bis auf Rang 5. Darüber hinaus erreichte sie 2012 mit Beatriz Haddad Maia das Juniorinnen-Doppelfinale der French Open, das sie erst im Match-Tie-Break gegen Darja Gawrilowa und Irina Chromatschowa verloren.
Sie spielt hauptsächlich auf der ITF Women’s World Tennis Tour, auf der sie bislang 11 Einzel- sowie acht Doppeltitel erringen konnte.
Bei den Südamerikaspielen 2018 gewann sie die Goldmedaille im Einzel und die Silbermedaille im Doppel
Seit 2011 gehört sie zum paraguayischen Fed-Cup-Team, für das sie 42 ihrer 62 Partien gewinnen und dabei im Doppel bereits 21 Siege bei nur fünf Niederlagen verbuchen konnte.

## Turniersiege

### Einzel
| Nr. | Datum              | Turnier             | Kategorie   | Belag     | Finalgegnerin       | Ergebnis        |
| --- | ------------------ | ------------------- | ----------- | --------- | ------------------- | --------------- |
| 1.  | 4. Mai 2013        | Villa Allende       | ITF $10.000 | Sand      | Constanza Vega      | 6:4, 6:1        |
| 2.  | 11. Mai 2013       | Villa María         | ITF $10.000 | Sand      | Camila Silva        | 6:3, 4:6, 6:3   |
| 3.  | 4. Juni 2013       | Quintana Roo        | ITF $10.000 | Hartplatz | Ana Sofía Sánchez   | 4:6, 7:64, 7:61 |
| 4.  | 27. Juli 2013      | São José dos Campos | ITF $10.000 | Sand      | Laura Pigossi       | 6:3, 6:2        |
| 5.  | 28. September 2013 | Lambaré             | ITF $10.000 | Sand      | Lauren Albanese     | 6:2, 6:1        |
| 6.  | 14. Dezember 2013  | Mata de São João    | ITF $25.000 | Sand      | Catalina Pella      | 6:3, 6:1        |
| 7.  | 24. Januar 2016    | Guaruja             | ITF $25.000 | Hartplatz | Sorana Cirstea      | 1:6, 7:65, 6:2  |
| 8.  | 23. Dezember 2017  | Luque               | ITF $15.000 | Hartplatz | Nika Kuchartschuk   | 1:6, 6:3, 6:0   |
| 9.  | 25. März 2018      | Hammamet            | ITF $15.000 | Sand      | Isabella Schinikowa | 7:64, 6:2       |
| 10. | 8. April 2018      | Hammamet            | ITF $15.000 | Sand      | Lea Bošković        | 2:6, 6:2, 6:2   |
| 11. | 31. März 2019      | Cancún              | ITF W15     | Hartplatz | Emily Appleton      | 6:72, 6:1, 6:3  |

### Doppel
| Nr. | Datum             | Turnier           | Kategorie   | Belag        | Partnerin             | Finalgegnerinnen                    | Ergebnis         |
| --- | ----------------- | ----------------- | ----------- | ------------ | --------------------- | ----------------------------------- | ---------------- |
| 1.  | 3. Mai 2013       | Villa Allende     | ITF $10.000 | Sand         | Sara Giménez          | Victoria Bosio Aranza Salut         | 6:4, 6:0         |
| 2.  | 29. August 2015   | San Luis Potosi   | ITF $15.000 | Hartplatz    | Ana Sofia Sánchez     | Maria Fernanda Alves Laura Pigossi  | 4:6, 6:3, [10:8] |
| 3.  | 27. November 2015 | Santiago de Chile | ITF $10.000 | Sand         | Ana Sofia Sánchez     | Catalina Pella Daniela Seguel       | 6:4, 7:63        |
| 4.  | 16. Juni 2017     | Barcelona         | ITF $60.000 | Sand         | Sílvia Soler Espinosa | Julia Glushko Priscilla Hon         | 6:4, 6:3         |
| 5.  | 26. März 2018     | Hammamet          | ITF $15.000 | Sand         | Laura Pigossi         | Camilla Scala Isabella Schinikowa   | 6:2, 6:0         |
| 6.  | 22. Juni 2018     | Madrid            | ITF $25.000 | Sand (Halle) | Wang Xiyu             | Anastassija Pribylowa Raluca Șerban | 6:4, 7:64        |
| 7.  | 28. Juli 2018     | Porto             | ITF $25.000 | Sand         | Laura Pigossi         | Cristina Bucșa Ramu Ueda            | 7:5, 6:0         |
| 8.  | 24. August 2019   | Lambaré           | ITF W15     | Sand         | Noelia Zeballos       | Fernanda Brito Sofía Luini          | 6:0, 6:4         |

## Abschneiden bei Grand-Slam-Turnieren

### Einzel
| Turnier         | 2014 | 2015 | 2016 | 2017 | Karriere |
| --------------- | ---- | ---- | ---- | ---- | -------- |
| Australian Open | —    | —    | —    | —    | —        |
| French Open     | —    | —    | —    | Q2   | —        |
| Wimbledon       | —    | —    | —    | Q1   | —        |
| US Open         | Q1   | —    | 2    | Q1   | 2        |

Zeichenerklärung: S = Turniersieg; F, HF, VF, AF = Einzug ins Finale / Halbfinale / Viertelfinale / Achtelfinale; 1, 2, 3 = Ausscheiden in der 1. / 2. / 3. Hauptrunde; Q1, Q2, Q3 = Ausscheiden in der 1. / 2. / 3. Runde der Qualifikation; n. a. = nicht ausgetragen